# Жаркое (озеро)
Жаркое — пресноводное озеро в Орехово-Зуевском районе Московской области России. Имеет практически круглую форму, диаметр около 600 м, площадь озера — 0,28 км², средняя глубина — 4 м. Высота над уровнем моря — 119,9 м.

## Географическое положение
Озеро расположено в 1 км от г. Орехово-Зуево Московской области. По берегу произрастает смешанный лес, на западном берегу находятся дачные постройки. Юго-восточный берег сильно заболочен. К востоку от водоёма в результате торфоразработок образовалось множество карьеров заполненных водой.